# Kerk van Klein Wetsinge
De kerk van Klein Wetsinge is een eenvoudige zaalkerk uit 1846, ontworpen door de architect P.M. Kruizinga, in het dorp Klein Wetsinge bij Sauwerd in Groningen. Het kerkje domineert het kleine dorp, direct ten westen van de weg van Sauwerd naar Winsum. 
De kerk verving de middeleeuwse kerken van Sauwerd en Groot Wetsinge, die beide in 1840 wegens bouwvalligheid waren gesloopt. In de forse dakruiter hangt een luidklok uit 1609, afkomstig uit de kerk van Sauwerd. Waarschijnlijk werd de preekstoel overgeplaatst vanuit de oude kerk van Groot Wetsinge. Deze kerk heeft een sobere neoclassicistische gevel.
Het huidige kerkorgel van orgelbouwer Jan Doornbos stamt uit 1914 en verving een kabinetorgel, dat een tweede leven kreeg in een café in het dorp.
De gecombineerde hervormde gemeente Wetsinge-Sauwerd fuseerde later tot de PKN-gemeente Adorp-Wetsinge-Sauwerd.
In 2007 werd het uurwerk gerestaureerd. Tussen 2011 en 2014 werd de kerk gerestaureerd door Stichting Oude Groninger Kerken onder leiding van Jelle de Jong architecten. De kerk werd hierbij verbouwd tot horecagelegenheid en boven de kerkzaal werd een uitkijkpunt gemaakt dat zicht biedt op het landschap achter de kerk. Deze verbouwing werd tijdens de verkiezing van BNA Beste Gebouw van 2016 verkozen tot winnaar in de categorie Leefbaarheid en Sociale Cohesie.

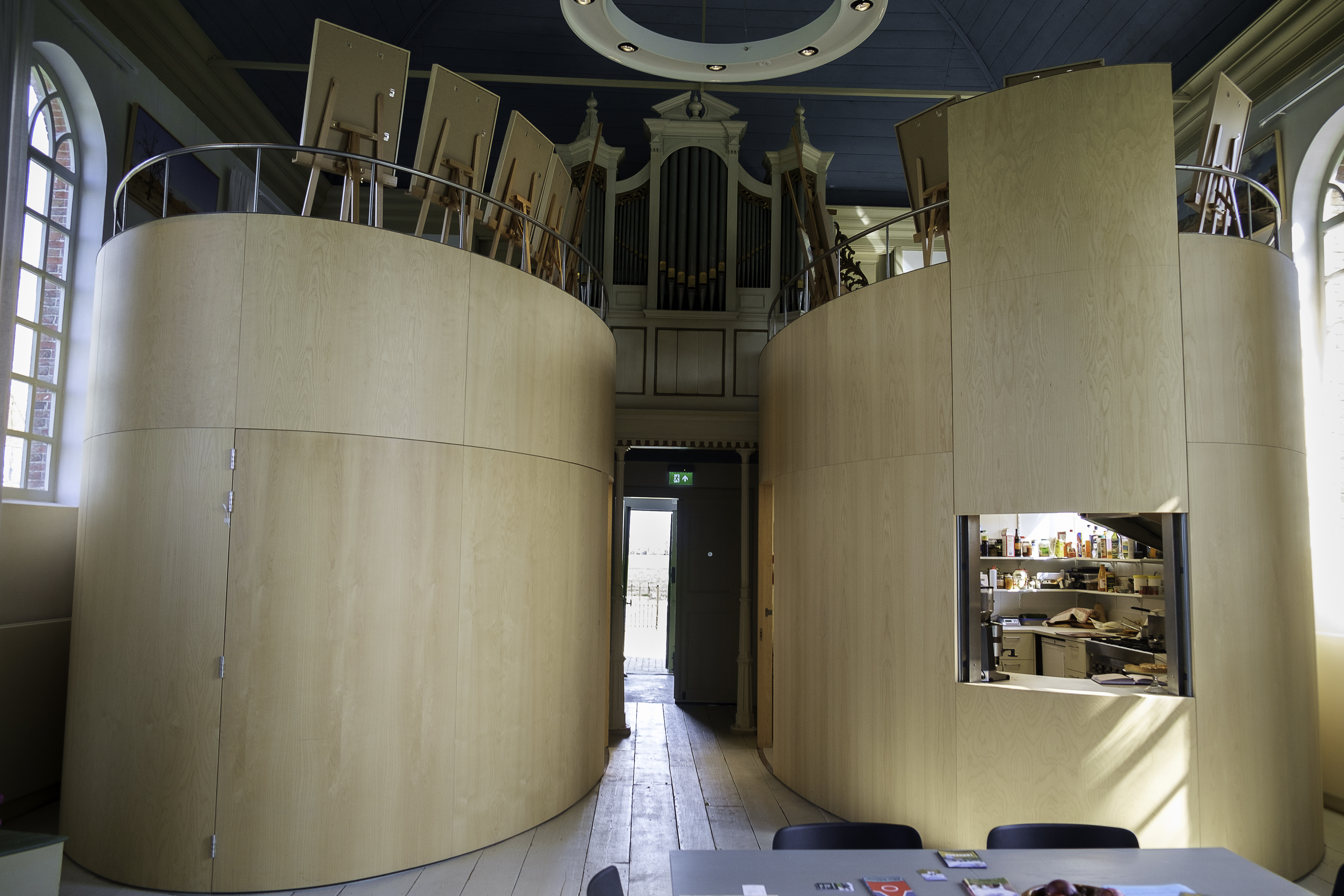
Interieur met  twee ovaalvormige inbouwelementen, waar een vergaderzaaltje (links) en een keuken (rechts) zijn gehuisvest
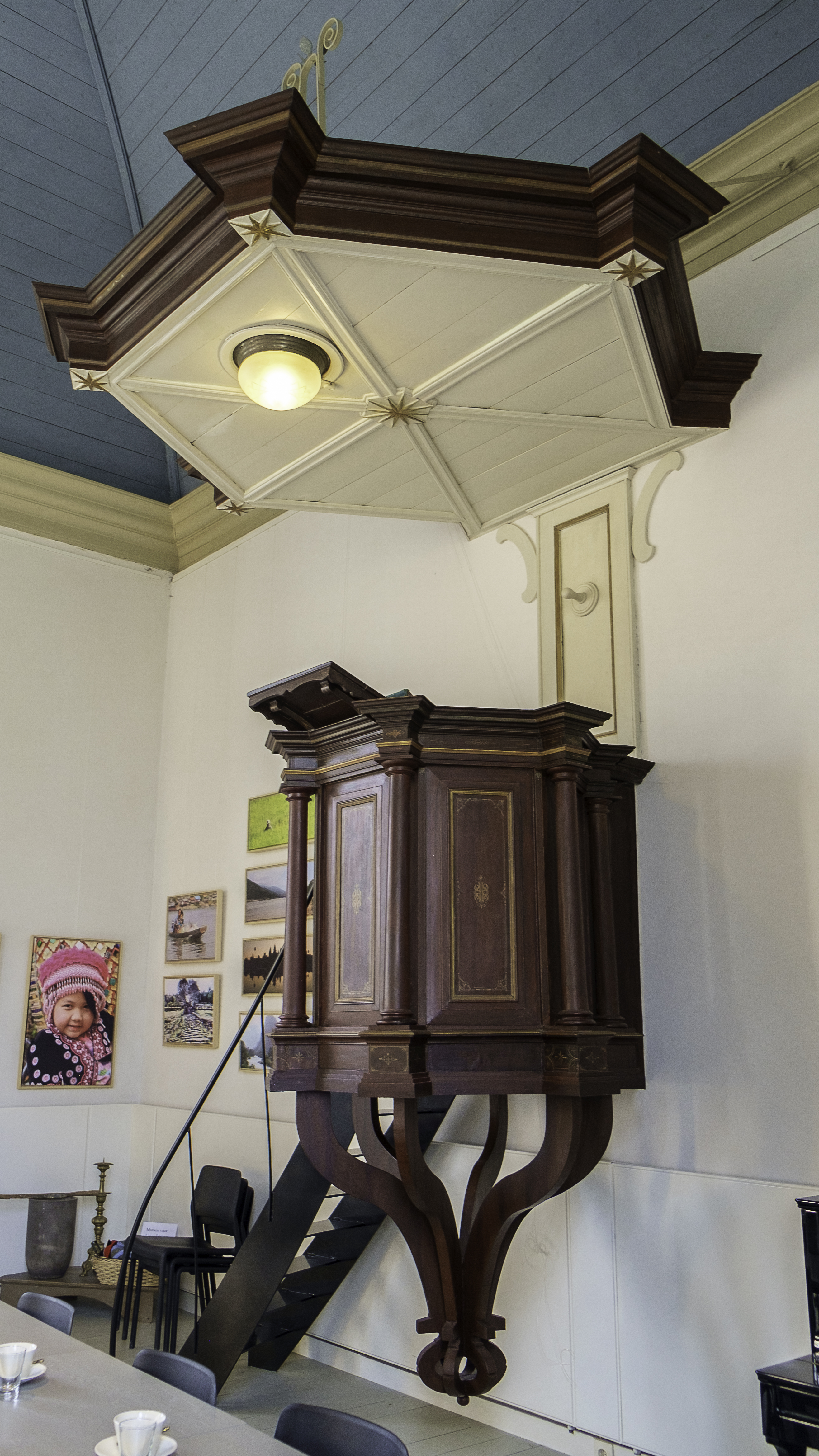
Preekstoel
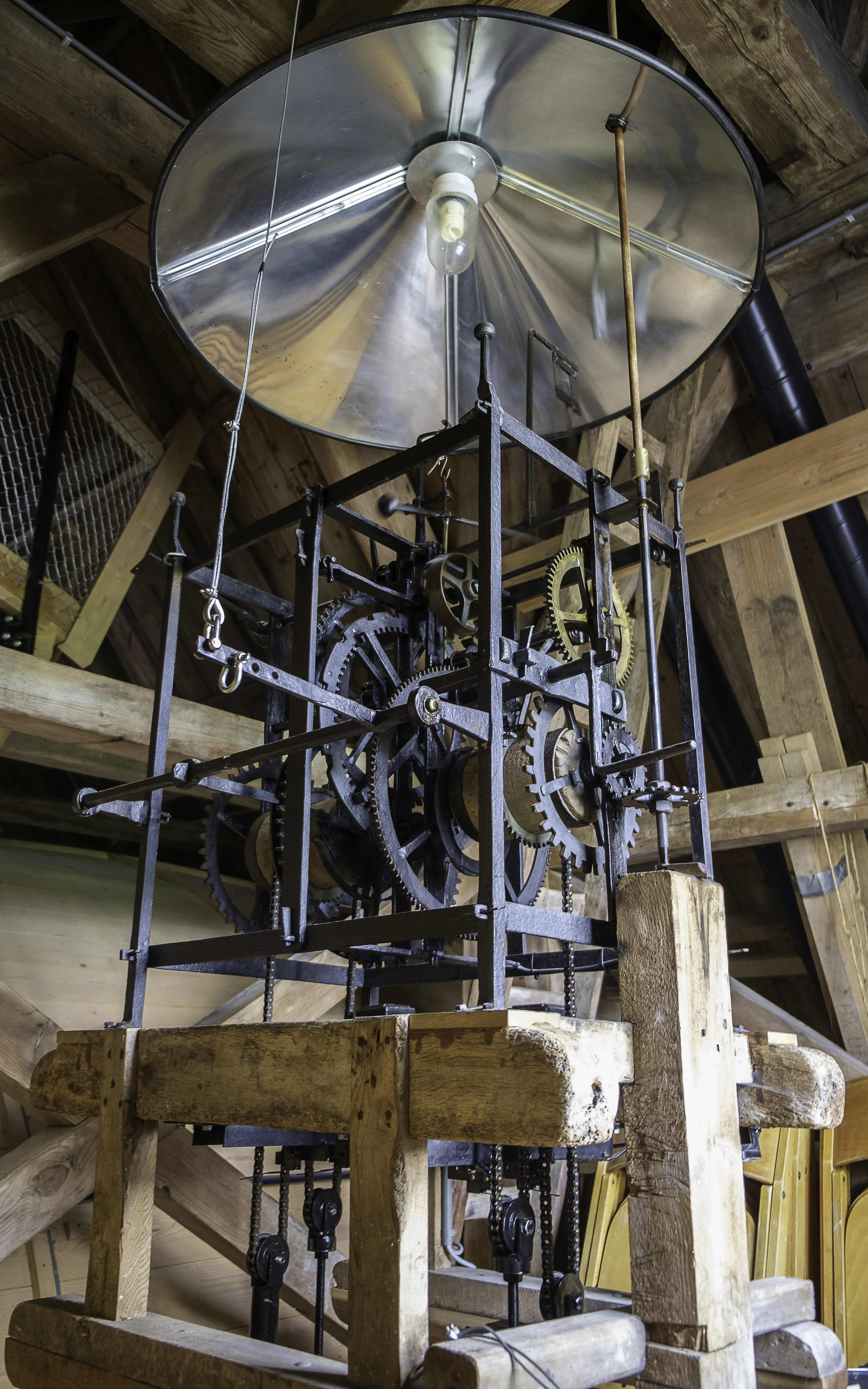
Uurwerk
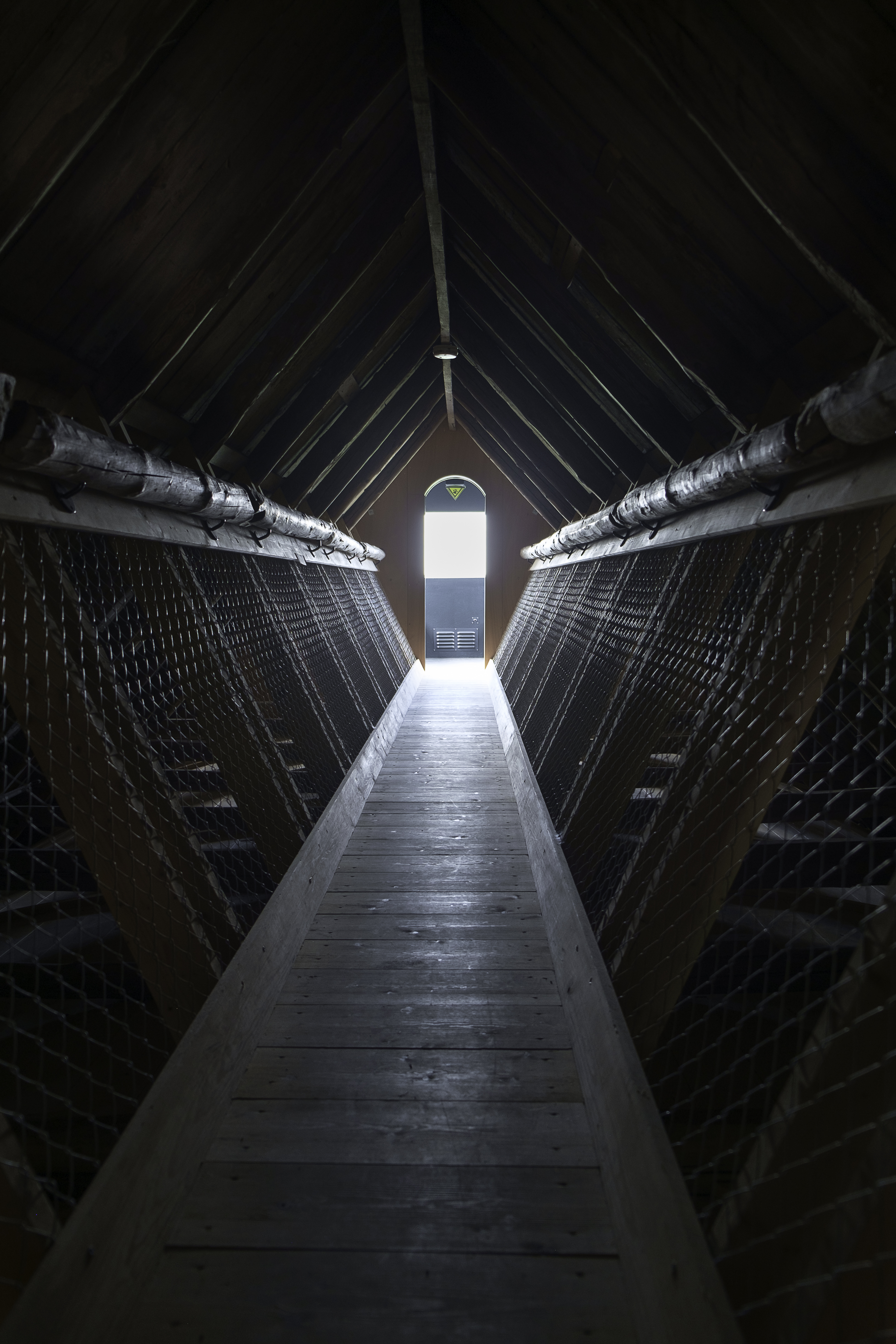
Gang naar het uitkijkpunt boven het tongewelf van de kerk